# Лалли
Ла́лли (фин. Lalli; ? — ум. ок. 1160, оз. Хиириярви, Западная Финляндия) — финский крестьянин, апокрифический персонаж финской истории и мифологии, возможно, существовавший в реальности. Согласно преданию, именно он примерно 19 или 20 января 1156 года убил первого епископа Финляндии Генриха (Хенрика) Уппсальского на льду озера Кёюлиёнярви (сейчас территория общины Кёюлиё провинции Сатакунта на западе Финляндии).
Лалли — самый известный убийца в истории Финляндии. В финском фольклоре этот человек представлен как язычник и противник христианства, его часто отождествляют с Иудой.
Образ Лалли до сих пор имеет большую популярность среди финнов. Так, по результатам телевизионного конкурса «Великие финны» (2004) кандидатура Лалли заняла 14-е место в списке наиболее великих людей в финской истории; в том же 2004 году его биография была включена Обществом финской литературы в вышедший на русском языке сборник «Сто замечательных финнов».

## Легендарная биография

### Происхождение
Исторические сведения о жизни Лалли крайне незначительны. Предполагается, что он происходил из зажиточной крестьянской семьи, поскольку в «Песни на гибель епископа Хенрика» и других фольклорных произведениях о нём говорится как о представителе высших слоёв. Более того, русский писатель А. П. Милюков в своих «Путевых впечатлениях на севере и юге» (1865) называл его «финским дворянином». В 1150-х годах Лалли жил в хозяйстве (позже — усадьбе) Лаллойла в Кёюлиё. В доме Лалли жила его жена Кертту (фин. Kerttu — вариант имени Гертруда), а также — согласно некоторым вариантам «Песни…» — некие Пентти и Олави. Это подвергает сомнению утверждение о том, что убийца епископа был язычником, поскольку все упомянутые имена христианские. Так, Лалли — это видоизменённый вариант имени Лаури. С другой стороны, существует предположение о том, что данные имена имеют более позднее происхождение, в том числе и Лалли. Вариативное имя «Лаллола», встречающееся в песне, вполне можно считать языческим («Лаллола из-за залива, совет добрый с края мыса»).

### Убийство Генриха Уппсальского

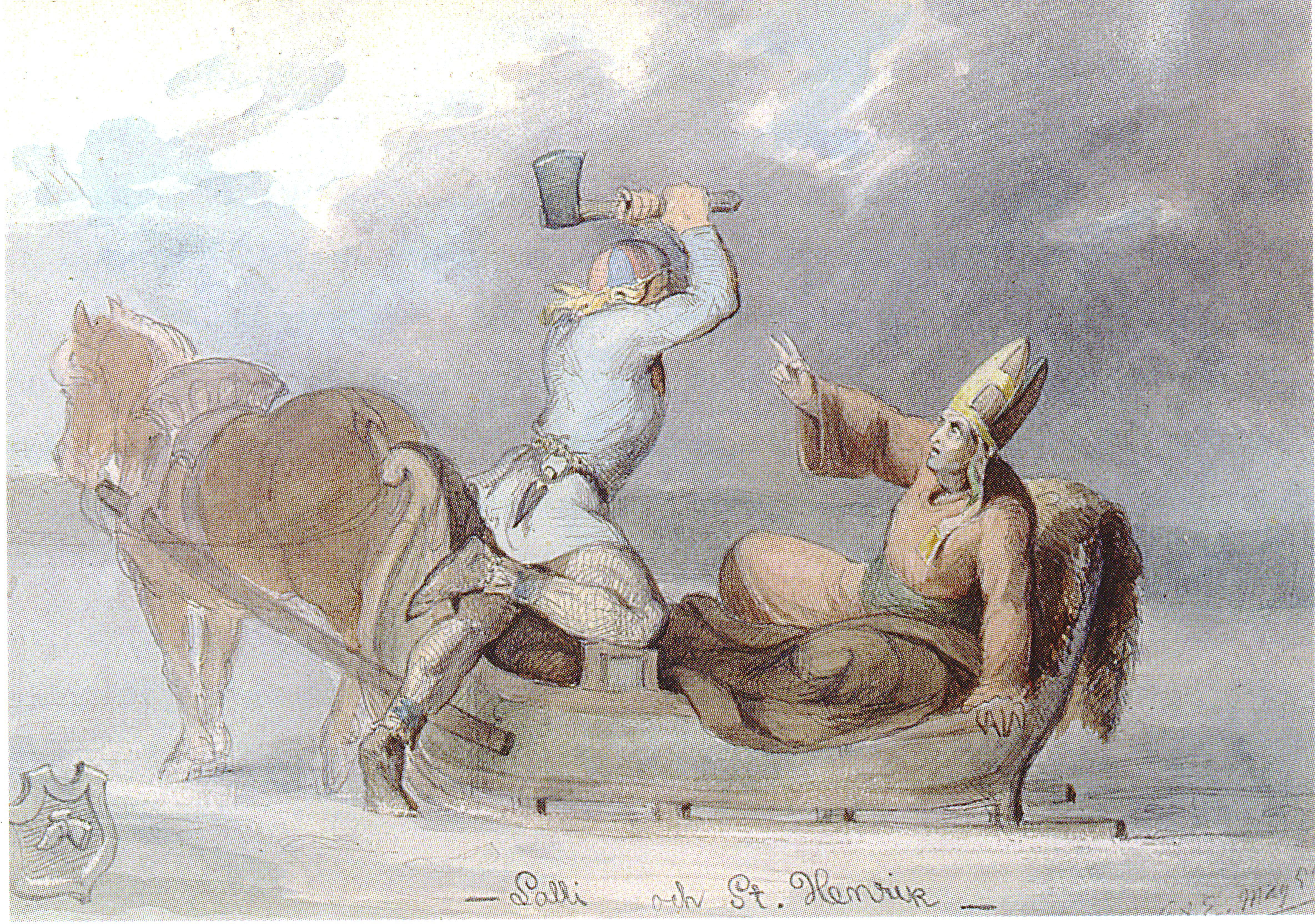
Карл Андерс Экман. Убийство Святого Хенрика Лалли. 1854

Наиболее распространённая версия легенды, изложенная в «Песни на гибель епископа Хенрика», выглядит следующим образом. Однажды Лалли вернулся домой, и встретившая его жена Кертту «нашептала в ухо злобы, шевельнула в груди ярость», сообщив супругу о том, что их дом посещал отправлявшийся на проповедь епископ Генрих и, уходя, не заплатил за еду и питьё, а также за корм для своей лошади. Существует предположение, что Кертту солгала, на самом же деле священник велел своему слуге оставить (или оставил сам) хозяйке плату за еду и лошадиный корм, а та попросту решила спровоцировать мужа. По этой причине образ Кертту в фольклоре — отрицательный. Она характеризуется как «негодная хозяйка, баба вредная в платочке, желчная старуха…».

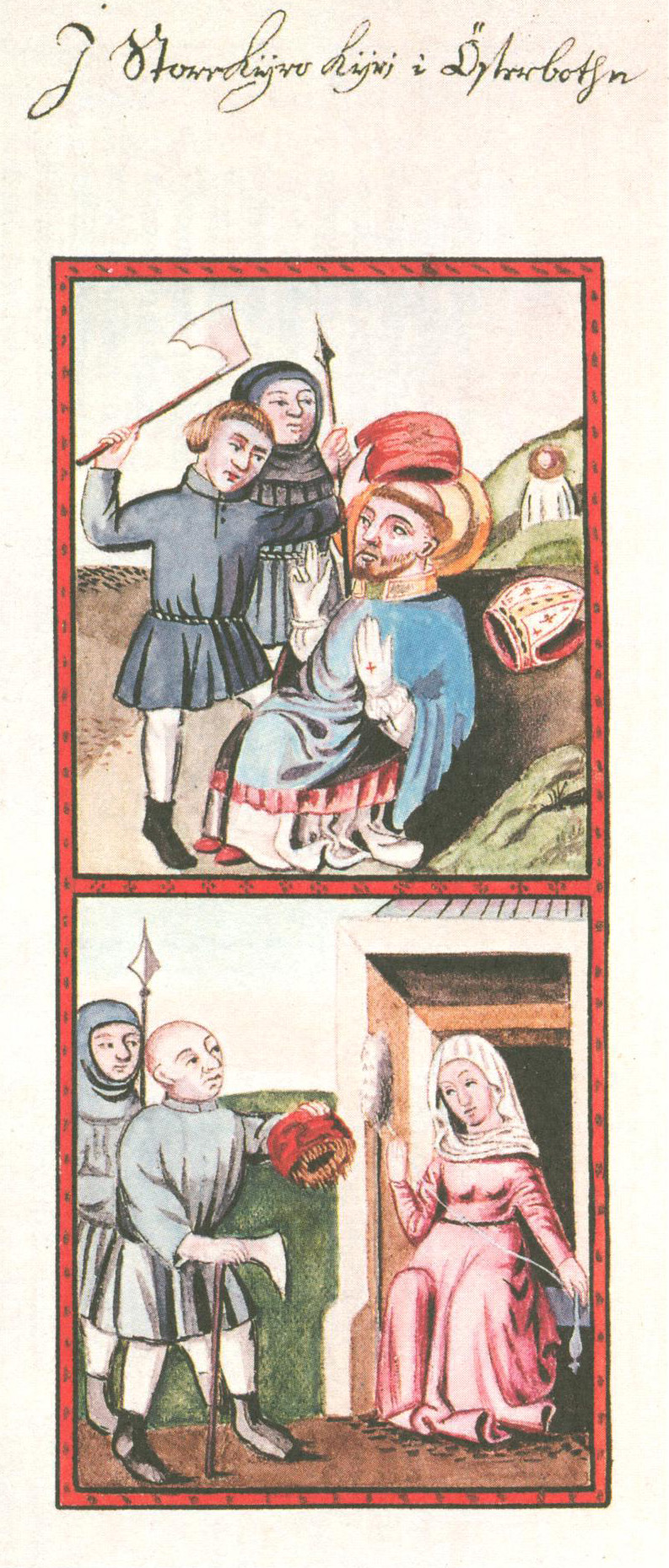
Лалли, убивающий епископа (вверху); Лалли, с головы которого, когда он снял митру, сошли волосы (внизу). Изображения, сделанное в 1671 году Элиасом Бреннером в церкви Исокюрё на основе рисунков XV века

Услышав рассказ жены, Лалли пришёл в ярость и, вооружившись топором (по другой версии — мечом), встал на лыжи и отправился вдогонку за епископом. Настигнув сани, в которых ехал священнослужитель, на покрытом льдом озере Кёюлиёнярви, Лалли набросился на него и обезглавил, после чего снял с головы митру, а с отрезанного им же пальца — дорогой перстень. Как подчёркивает легенда, он сделал это из жадности.
Когда Лалли вернулся домой в епископской митре, его жена, сидевшая за прялкой, спросила:
И откуда шапка, Лалли,
шелом добрый у злодея?«Песнь на гибель епископа Хенрика» (перевод Евгения Богданова)

### Последствия и смерть
По преданию, как только крестьянин попытался снять с головы митру, она сошла вместе с волосами и кожей, а на месте пальца, с которого Лалли стал снимать кольцо, осталась только кость. Последнее опровергает, в частности, следующая легенда: по ней Лалли уронил отсечённый палец епископа в снег вместе с кольцом, а весной, когда снег растаял, его обнаружил один слепой, «почувствовавший» блеск золота. Подняв палец, он потёр им глаза и прозрел. Об этом предании упоминал, среди других, известный фольклорист Кристфрид Ганандер. А. П. Милюков, в свою очередь, сообщал о другой легенде. По ней, кольцо было найдено двумя крестьянами, которые также весной плыли по озеру на лодке и увидели кружащего над льдиной ворона. Подплыв поближе, они случайно увидели на льдине палец епископа.
Так или иначе, вскоре последовала смерть Лалли. Если в церковных источниках болезненное снятие митры указывается как непосредственная причина смерти (как выразился Милюков, крестьянин «погиб в мучениях»), то по народной традиции принято считать, что убийца епископа бежал из дома и некоторое время скрывался в лесах, а потом утонул (возможно, утопился) в соседнем озере Хиириярви. По одной из легенд, на берегу Хиириярви можно найти большой камень, у которого Лалли часто сидел незадолго до смерти. Поверхность этого камня, как гласит легенда, постоянно влажная — финны всегда отождествляли её со слезами убийцы, которые не высыхают и по сей день.

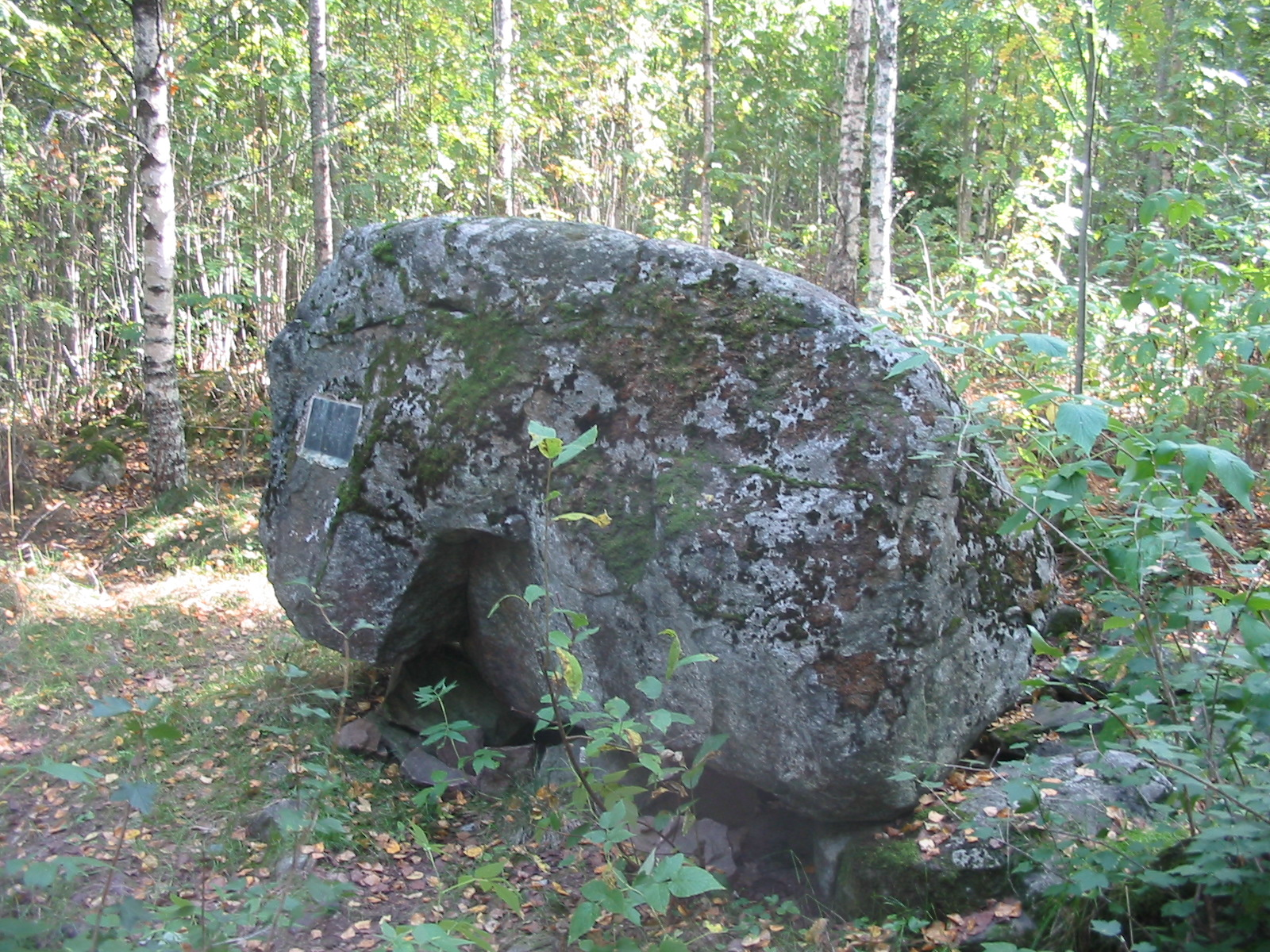
Камень на берегу Хиириярви, у которого по легенде сидел Лалли

Дом и всё имущество Лалли были переданы в распоряжение епископа города Турку, а по окончании Реформации — стали собственностью короны. По одной версии, это произошло в отместку за убийство Генриха Уппсальского, по другой — имело к этому лишь косвенное отношение.
Оставшееся на озере тело епископа, в согласии с его прижизненном пожеланием, было подобрано его слугами и погружено в катафалк, запряжённый волами. Там, где волы остановились, в Ноусиайнене, произошло захоронение. Здесь же была заложена первая церковь (часовня) в Финляндии.

### Противоречия
Вопрос о том, существовал ли Лалли в действительности и было ли убийство им Генриха Уппсальского таким, каким оно преподносится в легендах, до сих пор не закрыт. Так, «Песнь на гибель епископа Хенрика» повествует о том, что в день убийства Генрих ехал в сопровождении одного лишь возчика, а ряд других фольклорных произведений, а также картины, иллюстрирующие событие, свидетельствуют, что он и вовсе находился один в повозке. Со временем, однако, среди учёных появилась гипотеза, что епископа сопровождала целая группа людей, равно как и Лалли — он также был со своими товарищами. По предположению сторонников гипотезы, между ними произошла стычка, во время которой Генрих Уппсальский и был убит.
Доктор философских наук, профессор европейской истории Хельсинкского университета Лаура Колбе в одном из интервью рассказывала о своём коллеге, Туомасе Хейккиля, который в рамках подготовки к 850-летнему юбилею финской церкви написал научную работу, посвящённую личности Генриха Уппсальского. Хейккиля пришёл к выводу, что епископа, как, соответственно, и Лалли, не существовало в реальности:
«Он [Хейккиля] много работал в архивах Ватикана и выяснил, что… никакого Епископа Хенрика не существовало вообще. И когда он пытался донести этот факт до финнов, проживающих в губернии, откуда по преданию был родом Лалли, то был встречен „в штыки“, так как люди не желали это признавать. История нам показывает, что мифы — это то, на что народ опирается, что помогает ему сохранять баланс и равновесие.»
В церковных легендах о Генрихе Уппсальском имя Лалли не упоминается, но в ряде средневековых источников упоминается так называемый «вертеп Лалли». По легендам, убийцей епископа был «некий лихой человек», которого Генрих хотел призвать к порядку по церковному обычаю, но тот лишился рассудка и набросился на епископа.

## Память

Герб Кёюлиё

С именем Лалли тесно связана история финской общины Кёюлиё. О событии, некогда произошедшем на её территории, напоминают митра и топор, изображённые на гербе общины, а также памятник Лалли, установленный в Кеполе. Он был создан скульптором Аймо Тукиайненом и открыт в 1989 году. Убийству епископа был посвящён и ряд художественных произведений, таких как картины Карла Андерса Экмана и Альберта Эдельфельта. Финский литератор Эйно Лейно посвятил Лалли свою одноимённую пьесу, законченную в 1907 году.

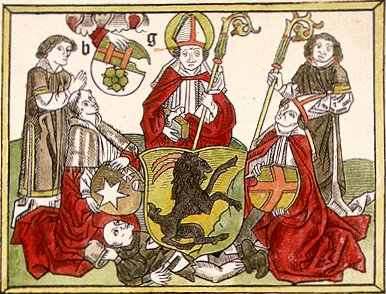
Средневековый рисунок, изображающий епископа Генриха Уппсальского (в центре), попирающего Лалли (внизу)

В церковном искусстве изображение Лалли впервые появилось на саркофаге убитого им епископа, заказанном в 1410-х годах. В первой половине XV века, во времена епископа Магнуса Олая Таваста, укрепилась традиция изображения святого Генриха, попирающего Лалли. Кроме того, чудесный перстень, по легенде, исцеливший слепого, выбит на печати Туркуского соборного капитула.
В фольклорных произведениях, где упоминается Лалли, можно найти такую его характеристику: «Лалли худший из язычников, / самый лютый из Иуд, / он убил святого человека, / епископа господина Хейнарики». Ряд таких произведений был включён Элиасом Лённротом в сборник финских народных рун «Кантелетар». Финский фольклорист Кристфрид Ганандер, живший во второй половине XVIII века, сообщает, что в этот период финские няньки пели детям песенку со словами: «Где-то Лалли шапку справил, взял лихой шелом?» (под двумя последними словами подразумевалась митра Генриха Уппсальского).
В 2004 году национальной финской телерадиовещательной компанией YLE с целью определения путём всеобщего голосования наиболее великих людей в финской истории была организована конкурсная программа «Великие финны». Имя Лалли было включено в исходный список из 99 кандидатов, подготовленный экспертами (голосовать можно было как за кандидатов из списка, так и за тех, кто в этом списке отсутствовал). Лалли занял 14-е место, опередив таких всемирно известных финнов, как Туве Янссон, Пааво Нурми или Алвар Аалто. В том же 2004 году в Хельсинки Обществом финской литературы был опубликован на русском языке сборник «Сто замечательных финнов»; среди включённых в неё биографий видных деятелей Финляндии была и биография Лалли.
Помимо того, финская викинг-метал-группа Moonsorrow написала песню Koylionjarven Jaalla («На льду озера Кёюлиё»), посвящённую убийству епископа. Лалли в песне представлен положительным персонажем, а епископ — человеком, своей смертью подавившим крик свободы финнов.